# Zerogone
Zerogone là một chi nhện trong họ Linyphiidae.